# Satumaz
Satumaz (mađ. Szatymaz) je selo na jugoistoku Mađarske.
Površine je 53,72 km četvornih.

## Zemljopisni položaj
Nalazi se na jugoistoku Mađarske. Zapadno sjeverozapadno je Forráskút, sjeverozapadno je Balástya, sjeveroistočno je Sándorfalva, jugoistočno je jezero Fehér (Bijelo jezero), istočno je Đeva, južno jugoistočno su Družma, Szentmihály, Jalova i Segedin, južno je Riska, jugozapadno su Domaszék i Ralma. Rijeka Tisa je 20-ak kilometara istočno.

## Upravna organizacija
Upravno pripada segedinskoj mikroregiji u Čongradskoj županiji. Poštanski je broj 6763.

## Povijest
1950. je godine upravno izdvojen iz Segedina, od dijelova okruga (kapitanysag) Fehértó, Összeszék i Satumaz u samostalno selo Satumaz.

## Promet
Kroz ovo selo prolazi željeznička postaja koja povezuje Segedin i Kiskunfelegyhazu. U selu je željeznička postaja, a 200 m južno niz prugu postaja Janosszallas. Istočno prolazi državna cestovna prometnica br. 5. Seosko je groblje istočno od ceste. 

## Stanovništvo
2001. je godine u Satumazu živjelo 4195 Satumažana i Satumažanki, većinom Mađara te nešto malo Nijemaca i Srba.

## Vanjske poveznice
- Službene stranice
- Satumaz
- Vjetrenjača kod Satumaza  Arhivirana inačica izvorne stranice od 29. listopada 2014. (Wayback Machine)
- Željeznička postaja u Satumazu  Arhivirana inačica izvorne stranice od 21. prosinca 2015. (Wayback Machine)